# Marco Marchetti

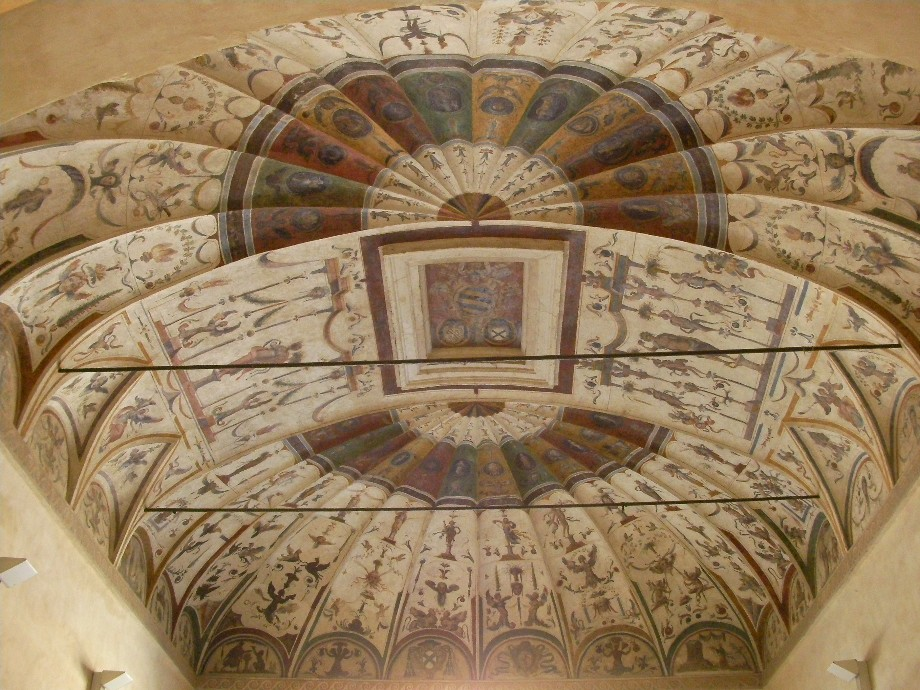

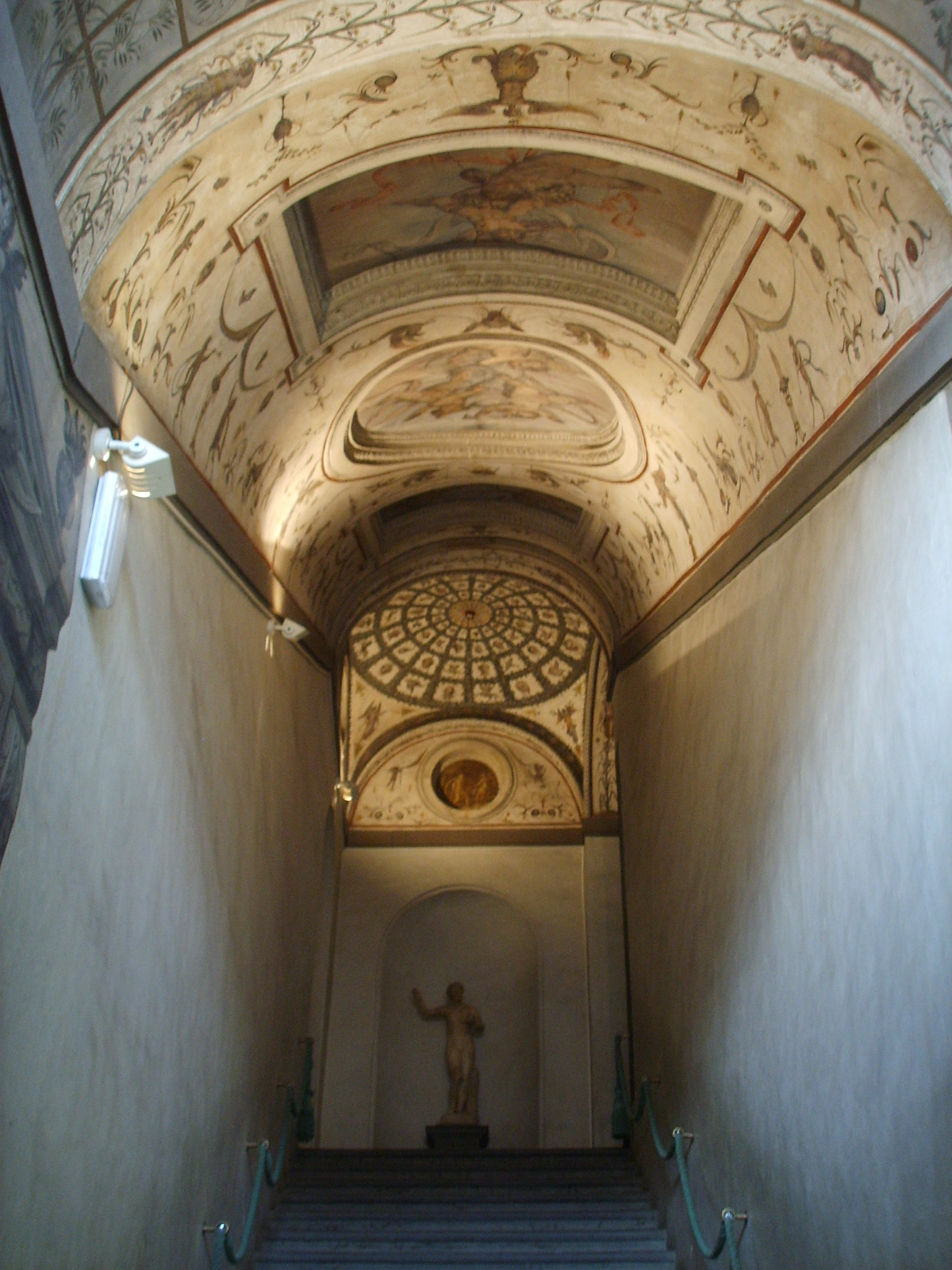
Escalera del palazzio Vecchio en Florencia

Marco Marchetti (c. 1528 – 1588) fue un pintor italiano del período renacentista tardío o manierista. Nacido en Faenza, también es conocido como Marco da Faenza. Pintó una Adoración de los pastores (1567) originalmente en la iglesia de la cofradía de Santa Maria dell'Angelo, pero ahora en la pinacoteca de Faenza. También pintó junto con Giorgio Vasari una serie de frescos en el Palazzo Vecchio que representan la Vida de Hércules . Pintó un retablo que representa el martirio de Santa Catalina de Alejandría (1580) en la iglesia de San Antonio en Faenza. 
Corrado Ricci lo describe como un artista de Rávena cuyas pequeñas escenas narrativas, llenas de figuras y animadas grutescas " fueron apreciadas y buscadas tanto en Roma como en Florencia.